# サラリー☆マン/第三の男/レッド・アイ
「サラリー☆マン/第三の男/レッド・アイ」（サラリーマン/だいさんのおとこ/レッド・アイ）は、フジテレビ系クイズバラエティ番組『クイズ!ヘキサゴンII』発のユニット3組によるトリプルA面シングル。2010年6月23日発売。
番組出演者の品川庄司をメインとしたCDで、収録曲のユニットは「品川祐とスベラーズ」「エアヴィジュアルバンド」「スザンヌ×スザンぬ」の3組（初回限定盤）。

## 概要
『クイズ!ヘキサゴンII』発の18枚目のシングル。
品川祐は芸人ユニット・スベラーズとの合作で「サラリー☆マン」を、庄司智春は2009年に解散した自身参加のユニット・エアバンドの後継ユニットで「第三の男」と、別々のユニット・楽曲を発表。2曲ともテーマは「サラリーマン」である。さらに「品川庄司だけでは心許ない」と、初回盤にスザンヌによるユニットの楽曲「レッド・アイ」が収録され、同年6月のシングル発売に至る。
発売数日後にラゾーナ川崎において発売イベントが行われた（小島よしおは欠席）。
よしもとアール・アンド・シーから発売されたものとしては最後の番組関連CDとなった。

## 解説

### 「サラリー☆マン」
テクノポップ調の楽曲。タイトルや歌詞内容にちなみ、全員がビジネススーツに眼鏡の扮装。ほかに「風になびくマント」のような小物を装着している。
ほぼ品川による独唱で、スベラーズはコーラスや曲中の合いの手（それぞれの持ちギャグも発せられている）を担当。

### 「第三の男」
曲調・衣装ともにヴィジュアル系バンドのテイスト。
エアバンドのツインボーカルであった岡田は不在となったため、庄司単独のメインボーカルとなっている。
同名のイギリス映画およびそのテーマ曲と関連性は無い。

### 「レッド・アイ」
初回限定盤のみ収録。
白の衣装を着たスザンヌ本人による白スザンヌと、黒の衣装を着たスザンヌ似の人物による黒スザンぬの二人組「スザンヌ×スザンぬ」による楽曲。黒スザンぬは最初は誰であるか明かされず、『ヘキサゴン』でその正体を当てる視聴者向け企画も設けられた。2010年7月放送の『FNS26時間テレビ』のなかで黒スザンぬの正体は新選組リアンの榊原徹士（榊原はこれ以前から「スザンヌに顔が似ている」と紳助から指摘されていた）、歌は大沢あかねが担当していることが明かされた。
他の2曲とは違い、「サラリーマン」とは無関係のアイドルポップス調の作品。歌詞や振り付けにWinkの「淋しい熱帯魚」を意識したと思われる部分がある。
ミュージックビデオ（振り付け映像ではないもの）はシングル付属DVDには収録されていない。

## 収録内容

### 初回限定盤
CD
1. サラリー☆マン / 品川祐とスベラーズ
  - 作詞：カシアス島田、作曲：高原兄、編曲：斎藤文護・岩室晶子
2. 第三の男 / エアヴィジュアルバンド
  - 作詞：カシアス島田、作曲：TOZY、編曲：斎藤文護・岩室晶子
3. レッド・アイ / スザンヌ×スザンぬ
  - 作詞：カシアス島田、作曲：TOZY、編曲：斎藤文護・岩室晶子
4. サラリー☆マン（カラオケ）
5. 第三の男（カラオケ）
6. レッド・アイ（カラオケ）

DVD
1. 「サラリー☆マン」ミュージックビデオ
2. 「第三の男」ミュージックビデオ
3. 「サラリー☆マン」振り付け映像
4. 「レッド・アイ」振り付け映像

### 通常盤
CD
1. サラリー☆マン / 品川祐とスベラーズ
2. 第三の男 / エアヴィジュアルバンド
3. サラリー☆マン（カラオケ）
4. 第三の男（カラオケ）